# Soulshow
De Soulshow is een Nederlands radioprogramma dat diskjockey Ferry Maat in 1973 begon op de zeezender Radio Noordzee Internationaal.

## Geschiedenis

### 1973-1988
Ferry Maat kwam op het idee om destijds op de zondagmiddag soulmuziek te gaan draaien toen er een gat in de programmering van Noordzee kwam. Het was muziek die niet veel op de radio gedraaid werd maar die men wel in de discotheek hoorde. De Soulshow werd door Radio Noordzee Internationaal (RNI) voor het eerst uitgezonden op 4 november 1973 zondagmiddag van 14.00 tot 16.00 uur onder de titel: "Zondagmiddag Soul op Noordzee". Drie weken later, 25 november 1973, werd de eerste Soul Top 10 uitgezonden. De laatste Soulshow in het zeezendertijdperk was op 25 augustus 1974. Een week later verdween RNI samen met Radio Veronica uit de lucht, aangezien in Nederland een anti-zeezenderwet in werking trad.
Na het stoppen van de zeezenders eind augustus 1974, was op Radio Mi Amigo op 13 september van dat jaar voor de eerste keer een soort Soulshow te horen, gepresenteerd op zondagmiddag door Frans van der Drift. Deze probeerde een kopie te maken van de gelijknamige show van Ferry Maat, zoals hij dit op Radio Noordzee had uitgezonden. In het najaar van 1974 solliciteerde Ferry Maat bij de TROS en legde daar één duidelijke eis op tafel: hij wilde verder met de Soulshow. De TROS willigde zijn verzoek in en Maat kwam vanaf 3 oktober 1974 op Hilversum 3 op de donderdagavond terecht, tussen 20:00 en 22:00 uur, elke week twee uur lang soul en disco muziek. Hier steeg het programma pas echt naar grote hoogte met mega luistercijfers van meer dan 700.000 luisteraars op de donderdagavond en werd zo ook de best beluisterde koopavond.  De eerste uitzending bij de TROS op 3 was op 3 oktober 1974 en duurde maar één uur; enkele uitzendingen later werd het programma uitgebreid naar twee uur. In het programma zat aanvankelijk ook de Soul Top 10. Later toen de discomuziek meer in zwang kwam (halverwege de jaren zeventig) leidde dit tot een andere hitlijst, de Disco Action Top 20. Dit was de lijst die uitgezonden werd in discotheek Cartouch in Utrecht live op zondagmiddag. Dat duurde niet lang, na protesten kwam de Soulshow weer terug op de oude tijd op donderdagavond. Vanaf 6 september 1984 werd in het kader van de nieuwe programmering van de TROS donderdag, de uitzendtijd veranderd naar 19:00 - 21:00 uur. Dit zou ook zo blijven na 1 december 1985, toen de nationale publieke popzender werd hernoemd naar Radio 3.
Met name in de jaren tachtig werd het echte mixen en verantwoord doorstarten van platen een hype. Begin 1984 werd een nieuw item geboren: de Bond van Doorstarters. Om 20:30 uur draaide Ferry Maat dan een discomix van een dj die de mix zelf in elkaar had gezet. Veel dj's werden hierdoor geïnspireerd en zijn met name dankzij dit programma item bekend geworden.
Karakteristiek en professioneel waren ook de jingles die in de show worden gebruikt. Een vriend van Ferry Maat nam halverwege de jaren zeventig jingles op met de zeer bekende Amerikaanse dj Wolfman Jack. Ferry Maat, die zelf een groot liefhebber van jingles is, beantwoordde het grote verzoek van veel jingle-fanaten door in 1976 in zijn programma een jingle-item op te nemen.

### 1988-1995
Op donderdagavond 31 maart 1988 stopte, na een onafgebroken periode van 14 jaar, de Soulshow bij de TROS op Radio 3. Ferry Maat werd toen programmadirecteur van de nieuwe commerciële zender Radio 10. De Soulshow verhuisde mee en werd op de woensdagavond van 18:00 tot 20:00 uur uitgezonden. In 1990 keerde Maat terug naar de TROS waar hij hoofd van zowel Radio 2 als Radio 3 werd. Dat betekende het tijdelijke eind van de Soulshow. In de zomer van 1992 kwam de Soulshow terug op Hitradio, het station dat per 11 december dat jaar van naam veranderde in Radio 538. Het programma werd op donderdagavond uitgezonden van 20:00 tot 23:00 uur. In 1995 stopte Ferry Maat met de show, omdat die inmiddels naar de zondagavond was verplaatst; "Een dansprogramma moet vóór het weekend uitgezonden worden, de zondagavond is mosterd na de maaltijd", aldus Ferry Maat.

### 2003-2008
Sinds 6 september 2003 was de Soulshow weer terug op de radio. Bij Radio Veronica was dit programma weer iedere zaterdagavond te horen, aanvankelijk van 18:00 tot 20:00 uur, later tussen 19:00 en 21:00 uur. De eerste plaat was ‘Let’s Groove’ van Earth, Wind & Fire. In februari 2006 ontving Ferry Maat de Gouden Harp voor dit programma van de stichting Conamus. Deze oeuvreprijs werd aan hem uitgereikt voor zijn belangrijke bijdrage aan de Nederlandse dancemuziek. Een jaar later op 20 oktober 2007 werd het 35-jarig bestaan van de Soulshow gevierd met de 'Soulshow Top 100', uiteraard werd deze Top 100 gepresenteerd door Ferry Maat.
Op 11 oktober 2008 werd bekend dat Ferry Maat ging stoppen met dit programma. Na een TIA die Ferry Maat eerder in 2008 kreeg, maakte hij op 13 december 2008 op Radio Veronica de allerlaatste Soulshow. Het werd hiermee met ruim 36 jaar een van de langstlopende radioprogramma's in Nederland.

### 2011-2013
Op 22 april 2011 keerde het programma weer terug op de radio. Ferry Maat maakte het programma voor Arrow Jazz FM. Eind 2012 werd de naam van het radiostation Arrow Jazz FM omgedoopt tot SubLime FM. Het programma was daar op donderdagavond te horen tussen 22:00 en 23:00 uur. Per 1 september 2013 wijzigde de programmering van de zender en kwam de Soulshow te vervallen.

### 2015-heden
Sinds mei 2015 is Ferry Maat met zijn Soulshow weer terug en 24 uur per dag te beluisteren via zijn eigen online radiostation Soulshow Radio. Hier worden ook oude uitzendingen uit de glorietijd van de Soulshow bij de TROS op Hilversum 3 / Radio 3 uitgezonden.
Ter gelegenheid van het 45-jarig bestaan van de Soulshow, presenteerde Ferry Maat op verzoek van DJ en groot fan Wouter van der Goes op 29 november 2018 als vanouds tussen 19:00 en 20:00  op NPO Radio 2 zijn vermaarde Soulshow. Hiermee was het programma na ruim 30 jaar weer bij de NPO te horen.

### 2021-heden
Vanaf 3 juni 2021 is Ferry Maats Soulshow iedere donderdag van 19:00 tot 21:00 lokale tijd ook te horen op Paradise FM (103.1 MHz) op Curaçao.
En vanaf 26 juni 2021 is Ferry Maats Soulshow iedere zaterdag van 16:00 tot 18:00 weer te horen op de Nederlandse radio via Jamm Fm en NH Gooi.

## Tunes van de Soulshow
Door de jaren heen werden de onderstaande nummers als tunes, jingles, promo's en fillers gebruikt in de Soulshow:
- Billy Preston - Outa-Space
- Curtis Mayfield - Junkie Chase
- Curtis Mayfield - Superfly (filler)
- Earth, Wind & Fire - Biyo
- Earth, Wind & Fire - Rock That!
- George Duke - Positive Energy
- James Brown - To My Brother
- Johnny Pate - Shaft in Africa
- Johnny Pate - You Can't Even Walk in the Park
- Klaus Doldinger - Klaus Doldinger (TROS) (tune)
- Maynard Ferguson - Hollywood
- Meco - Over The Rainbow (TROS) (tune)
- Meco - Princess Leia's Theme (TROS) (filler)
- Meco - Star Wars Theme (TROS) (tune)
- MFSB - Family Affair (RNI) (filler)
- MFSB - Something for Nothing (RNI / Radio 10 / Radio 538 / TROS) (tune)
- Mike Post & Pete Carpenter - Theme From the A-Team (TROS) (filler)
- The Style Council - Mick's Up
- The Three Degrees - Dirty Ol' Man
- The Three Degrees - Take Good Care of Yourself
- The Three Degrees - When Will I See You Again
- The Trammps - Disco Party (TROS) (jingle)
- The Trammps - Love Epidemic (TROS)
- The Trammps - That's Where the Happy People Go (TROS) (jingle)
- The Trammps - Trusting Heart (TROS) (jingle)
- The Trammps - Zing Went The Strings Of My Heart (TROS) (promo)